# توم كاري (كاتب)
توم كاري (بالإنجليزية: Tom Curry)‏ هو كاتب أمريكي، ولد في 4 نوفمبر 1900، وتوفي في 7 أكتوبر 1976.